# 1058

## Narození
- ? – Al-Ghazzálí, perský a islámský filozof († 19. prosince 1111)
- ? – Berta Holandská, francouzská královna († 30. července 1093)
- ? – Synadene Byzantská, uherská královna, manželka Gejzy I. († 1082)

## Úmrtí
- 17. března – Lulach, král skotský (* 1030)
- 29. března – Štěpán IX., papež (* ?)
- 2. srpna – Jitka ze Schweinfurtu, manželka Břetislava I. a česká kněžna (* před 1003)
- 28. listopadu – Kazimír I. Obnovitel, kníže z dynastie Piastovců, vládce Polska (* 1016)

## Hlavy států
- České knížectví – Spytihněv II.
- Papež – Štěpán IX.
- Svatá říše římská – Jindřich IV.
- Anglické království – Eduard III. Vyznavač
- Aragonské království – Ramiro I.
- Barcelonské hrabství – Ramon Berenguer I. Starý
- Burgundské vévodství – Robert I. Starý
- Byzantská říše – Izák I. Komnenos
- Dánské království – Sven II. Estridsen
- Francouzské království – Jindřich I.
- Kyjevská Rus – Izjaslav I. Jaroslavič
- Kastilské království – Ferdinand I. Veliký
- Leonské království – Ferdinand I. Veliký
- Navarrské království – Sancho IV.
- Norské království – Harald III. Hardrada
- Polské knížectví – Kazimír I. Obnovitel / Boleslav II. Smělý
- Skotské království – Lulach / Malcolm III.
- Švédské království – Emund Starý
- Uherské království – Ondřej I.